# Anqua
Anqua è una frazione del comune di Radicondoli, in provincia di Siena.

## Storia
Situato lungo il corso del fiume Cecina, il villaggio è noto sin dal XIV secolo. Feudo dei conti Pannocchieschi d'Elci,  assunse particolare rilevanza a partire dal 1572, quando il conte Marcello di Tommaso Pannocchieschi d'Elci fece qui edificare una grande villa.
Nel 1833 il borgo di Anqua contava 362 unità, mentre nel 2001 registrava solamente 6 abitanti.

## Clima
Dati:https://www.sir.toscana.it/
| Anqua              | Gen  | Feb  | Mar  | Apr  | Mag  | Giu  | Lug  | Ago  | Set  | Ott  | Nov  | Dic  |
| ------------------ | ---- | ---- | ---- | ---- | ---- | ---- | ---- | ---- | ---- | ---- | ---- | ---- |
| T. max. media (°C) | 10,1 | 10,8 | 13,5 | 17,0 | 20,7 | 24,0 | 26,9 | 27,1 | 23,9 | 19,0 | 14,7 | 10,9 |
| T. min. media (°C) | 4,0  | 4,5  | 6,5  | 9,2  | 12,3 | 15,0 | 17,5 | 17,8 | 14,6 | 11,3 | 7,9  | 4,9  |

## Monumenti e luoghi d'interesse

### Architetture religiose
- Chiesa di San Rufo, edificata nella seconda metà del XVI secolo per volere dei conti Pannocchieschi d'Elci, è inclusa nel complesso architettonico della villa di Anqua. Sul luogo sorgeva precedentemente una cappella risalente al XIV secolo. La chiesa conserva all'interno un dipinto ad olio della Vergine Assunta tra i santi.[4]
- Chiesa di San Niccolò a Elci[5]

### Architetture civili
- Villa Pannocchieschi d'Elci, nota anche come fattoria di Anqua, si tratta di un'imponente villa-fattoria che costituisce il nucleo storico della frazione. È stata costruita a partire dal 1572 per volere del conte Marcello di Tommaso Pannocchieschi d'Elci.[6] Nel cortile della villa è situato un pozzo datato 1789.

### Architetture militari
- Castello di Elci, importante castello del territorio, situato fuori da Anqua, risale a prima dell'anno 1000. Oggi ne rimangono solamente dei ruderi: sono in piedi alcune strutture murarie, il complesso della rocca, e parte delle mura del castello.[7]